# Foho Lutin
Der Foho Lutin (kurz Lutin) ist ein Berg in der osttimoresischen Gemeinde Bobonaro. Er liegt im Zentrum des Sucos Leolima (Verwaltungsamt Balibo) und hat eine Höhe von 537 m. Westlich befinden sich die Dörfer Duaderoc und Faturui. Südöstlich liegt der Foho Leolima und nördlich der Foho Fataon.